# Juan José Castillo Izarra
Juan José Castillo Izarra (Huancayo, 13 de marzo de 1968), apodado "Jujoca", es un corredor masculino de larga distancia de Perú.

## Carrera
Castillo quedó en segundo lugar de la Carrera de San Silvestre de Sao Paulo en 1991. Al año siguiente representó a su país en los 10.000 metros masculinos en los Juegos Olímpicos de verano en Barcelona.
En 1997 ganó tanto la Maratón de Buenos Aires como la Marathon de Los Andes.
En 2001 durante la Media Maratón de Bogotá, faltando 100 metros para llegar a la meta, un motociclista lo atropelló cuando iba en primer lugar, rompiéndole el tendón de Aquiles y el tobillo. A pesar de ello, terminó la carrera rompiendo el récord en 1 hora 3 minutos, 50 segundos. Tras una serie de operaciones el fondista peruano pudo volver a competir.

## Logros
| Representando a Perú | Representando a Perú                 | Representando a Perú | Representando a Perú | Representando a Perú | Representando a Perú |
| Fecha                | Competición                          | Lugar                | Puesto               | Prueba               | Tiempo               |
| -------------------- | ------------------------------------ | -------------------- | -------------------- | -------------------- | -------------------- |
| 1985                 | Juegos Bolivarianos                  | Cuenca               | 3.º                  | 5000 m               | 16:15.2 A            |
| 1985                 | Juegos Bolivarianos                  | Cuenca               | 1.º                  | 2000 m steeplechase  | 6:08.99 A            |
| 1989                 | Juegos Bolivarianos                  | Maracaibo            | 1.º                  | 5000 m               | 14:18.11             |
| 1989                 | Juegos Bolivarianos                  | Maracaibo            | 1.º                  | 3000 m steeplechase  | 8:56.98              |
| 1990                 | Juegos Sudamericanos                 | Lima                 | 3.º                  | 10,000 m             |                      |
| 1991                 | Campeonato Sudamericano de Atletismo | Manaus               | 2.º                  | 10,000 m             | 29:37.40             |
| 1993                 | Campeonato Sudamericano de Atletismo | Lima                 | 2.º                  | 10,000 m             | 28:56.80             |
| 1997                 | Maratón de Buenos Aires              | Buenos Aires         | 1.º                  | Marathon             | 2:18:35              |